# 貝利·皮科克-法雷爾
貝利·皮科克-法雷爾（英語：Bailey Peacock-Farrell；1996年10月29日—）是一位英格蘭職業足球選手，在場上的位置是守門員。他現在效力於英甲球隊伯明翰。在2013年之前，他曾是米德尔斯堡青訓營的一員。2013-14賽季之後他轉會列斯聯。

## 榮譽
個人
- 列斯聯 年度最佳青年球員: 2017–18

## 外部連結
- 足球数据库：Bailey Peacock-Farrell的球员统计数据